# たつろう
たつろう（1984年5月26日 - ）は、日本のお笑い芸人、YouTuber。吉本興業東京本社所属。富山県東礪波郡利賀村（現南砺市）出身。

## 人物・来歴
富山県立福野高等学校、新潟大学工学部卒業
。NSC東京校13期出身。
NSC卒業後は同期とトリオ「ﾀﾞﾀﾞﾀﾞ屋敷」 や「ポッキーゲーム」を結成するも、程なく解散した。2014年1月、1期下の後輩である奥村邦義とコンビ「LOVE」を結成。2018年の『M-1グランプリ』では準々決勝まで進出するも、なかなか結果を出せないことにコンビ揃って悶々とした思いを抱えていたという。「そんな感じでコンビを続けるのは互いのために良くない」と考え、2019年5月に解散を決意、11月にTwitterにて解散を発表した。
コンビ解散後にたつろうはピン芸人、奥村（現・カルビちゃん）はつづき（元・顔色よろしわろし）とコンビ「きっと君はくるさ」を結成し活動中。同年12月25日に解散後初となる単独ライブ『morning』を開催した。
2018年、『ザ・細かすぎて伝わらないモノマネ』第1回で優勝を果たす。R-1グランプリ（R-1ぐらんぷり）では2019年に準々決勝、2020年・2024年に準決勝まで進出。
特技は立ち幅跳び、ものまね。趣味は競馬、スポーツ（主に野球やバドミントン）、Instagram、動画制作、ドキュメンタリー番組鑑賞、歯磨き、1人カラオケ、キムチやピノを食べること、その日あった出来事を同居人に話すことなどを挙げている。

## 芸風
主に日常を切り取ったあるあるネタを含むものまね。
代表ネタとして『コンビニでタバコを買う時、のど自慢みたいになる人』『自転車を撤去された人』『空中に文字を書く人』『自分の意見を群衆の声みたいにする人』『なぜか偉そうな人』『○○のバイト最強説を唱える人』『粘るナンパ野郎』『水を得た魚』『たそがれる人』『優しすぎて語尾が「に」になる人』『○○（居酒屋のベテラン店員、女子旅、コンビニの客、たばこ、オナラなど）あるある』など。

## 出演

### テレビ
- ぐるナイおもしろ荘（日本テレビ、2017年1月1日）※「LOVE」時代
- ザ・細かすぎて伝わらないモノマネ（フジテレビ、2018年11月24日）※「LOVE」時代、優勝及びコンビ解散後は常連として出演
- さんまのまんま新春スペシャル（フジテレビ、2019年1月2日）※「LOVE」時代
- バナナマンの爆笑ドラゴン（NHK、2019年1月4日）※「LOVE」時代
- エンタの神様（日本テレビ、2019年8月12日）※「LOVE」時代
- 千鳥のクセがスゴいネタGP（フジテレビ、2021年4月1日）[17]
- 潟ちゅーぶ（新潟総合テレビ、2021年6月19日）[2]
- ワンエフ（北日本放送、2022年9月2日）

### ウェブドラマ
- DISTORTION GIRL（2020年9月6日 - 、YouTube/PLAY DISTORTIONch） - 岩田 役[18]
- YouTuberのマネージャーをやってみたらわかったこと。（2022年4月30日 - 、YouTube/Netelly） -  定松仁 役
- 恋リアなんて嘘だらけ?（2022年12月28日、BUMP） - 不破 役[19][20]

### CM
- PayCAS（キャッシュレス決済サービス）[21]

### YouTube
- 【#空星きらめ3D 】3D星おひろめさん?!【にじさんじ／空星きらめ】(細かくて伝わらないネタお披露目　特別ゲスト)

## 書籍
- 嫌な男あるある じわじわムカつく言葉200（2023年12月8日、ヨシモトブックス）[22]